# Campeonato Panamericano de Balonmano Juvenil Femenino de 2012
El IX Campeonato Panamericano de Balonmano Juvenil Femenino se disputó en Santiago de Chile, Chile entre el 8 y el 12 de mayo de 2012 bajo la organización de la Federación Panamericana de Handball.. El torneo pone 3 plazas para el Campeonato Mundial de balonmano Juvenil Femenino de Montenegro 2012

## Grupo Único
| Equipo    | PTS | J | G | E | P | GF  | GC  | DG  |
| --------- | --- | - | - | - | - | --- | --- | --- |
| Brasil    | 10  | 5 | 5 | 0 | 0 | 182 | 105 | +77 |
| Uruguay   | 8   | 5 | 4 | 0 | 1 | 194 | 135 | +59 |
| Paraguay  | 6   | 5 | 3 | 0 | 2 | 114 | 144 | -30 |
| Argentina | 4   | 5 | 2 | 0 | 3 | 123 | 122 | +1  |
| Canadá    | 2   | 5 | 1 | 0 | 4 | 115 | 152 | -37 |
| Chile     | 0   | 5 | 0 | 0 | 5 | 103 | 173 | -70 |

### Resultados
| Fecha      | Hora  | Partido³  | Partido³ | Partido³  | Resultado |
| ---------- | ----- | --------- | -------- | --------- | --------- |
| 8.05.2012  | 15:00 | Uruguay   | -        | Brasil    | 32-39     |
| 8.05.2012  | 17:00 | Argentina | -        | Canadá    | 26-20     |
| 8.05.2012  | 19:30 | Paraguay  | -        | Chile     | 28-21     |
| 9.05.2012  | 15:30 | Uruguay   | -        | Argentina | 30-24     |
| 9.05.2012  | 17:30 | Paraguay  | -        | Brasil    | 16-41     |
| 9.05.2012  | 19:30 | Canadá    | -        | Chile     | 33-20     |
| 10.05.2012 | 15:30 | Uruguay   | -        | Canadá    | 42-20     |
| 10.05.2012 | 17:30 | Argentina | -        | Paraguay  | 17-18     |
| 10.05.2012 | 19:30 | Chile     | -        | Brasil    | 16-30     |
| 11.05.2012 | 15:30 | Brasil    | -        | Canadá    | 41-22     |
| 11.05.2012 | 17:30 | Uruguay   | -        | Paraguay  | 45-29     |
| 11.05.2012 | 19:30 | Argentina | -        | Chile     | 37-23     |
| 12.05.2012 | 15:30 | Canadá    | -        | Paraguay  | 20-23     |
| 12.05.2012 | 17:30 | Uruguay   | -        | Chile     | 45-23     |
| 12.05.2012 | 19:30 | Brasil    | -        | Argentina | 31-19     |

| Brasil           |
| Campeón          |
| Brasil 9° título |

### Clasificación general
| 1. Brasil    |
| 2. Uruguay   |
| 3. Paraguay  |
| 4. Argentina |
| 5. Canadá    |
| 6. Chile     |

## Clasificados al Mundial 2012
| Bandera de Brasil | Bandera de Uruguay | Bandera de Paraguay |
| Brasil            | Uruguay            | Paraguay            |
| ----------------- | ------------------ | ------------------- |